# Санта-Исабель (озеро)
Санта-Исабель (исп. Laguna del Otún) — озеро, расположенное в национальном парке Лос-Невадос в департаменте Рисаральда в Колумбии.
Зеркало озера находится на высоте 3900 м над уровнем моря. Площадь озера — 1,5 км². Наибольшая глубина — 70 м. Озеро имеет ледниковое происхождение и питается талыми водами ледников со склонов вулкана Невадо Санта-Исабель. Из озера вытекает река Отун, обеспечивающая водой города Перейра и Доскебрадас.
Популярный туристический объект. В озере водится радужная форель.